# Isidro Díaz de Vivar
Isidro Díaz de Vivar (Corona de Castilla, Monarquía Hispánica c. 1700s - Chimaltenango, Capitanía General de Guatemala de 1753) fue un español que ejerció los cargos de alcalde mayor de San Salvador (desde 1744 a 1751) y corregidor de Chimaltenango (en 1753).

## Biografía
Isidro Díaz de Vivar nació en la Corona de Castilla de la Monarquía Hispánica por la década de 1700s; más adelante, se trasladaría a residir al continente americano.
El 8 de noviembre de 1734, gracias a que realizó una donación de 4.000 pesos a la tesorería general, el rey Felipe V lo nombró como alcalde mayor de San Salvador, para que tomase posesión luego de que finalizase el período para el que había sido designado su predecesor Esteban Sánchez Calderón. El 24 de marzo de 1744 fue juramentado ante la Real Audiencia de Guatemala; tomando posesión poco tiempo después. Durante su mandato se emitieron instrucciones, en el mes de mayo de 1747, para que comprobase que los yerros y marcas de todas las haciendas tengan licencia del gobierno, y para que procediera con todo rigor contra los fabricantes de aguardiente clandestino.
Ejercería el cargo de alcalde mayor hasta mediados de 1751; luego de lo cual, se asentaría en Santiago Guatemala, donde se le designaría como corregidor de Chimaltenango en 1753 (siendo el primero en llevar ese puesto); que desempeñaría por poco tiempo, ya que fallecería ese mismo año.